# Thiên lý
Thiên lý (danh pháp hai phần: Telosma cordata) là một loài thực vật dạng dây leo. Trong thiên nhiên, thiên lý mọc ở các cánh rừng thưa, nhiều cây bụi. Tuy nhiên, nó được gieo trồng ở nhiều nơi như Trung Quốc (Quảng Đông, Quảng Tây), Ấn Độ (Kashmir), Campuchia, Myanmar, Pakistan, Việt Nam; châu Âu, Bắc và Nam Mỹ.

## Đặc điểm

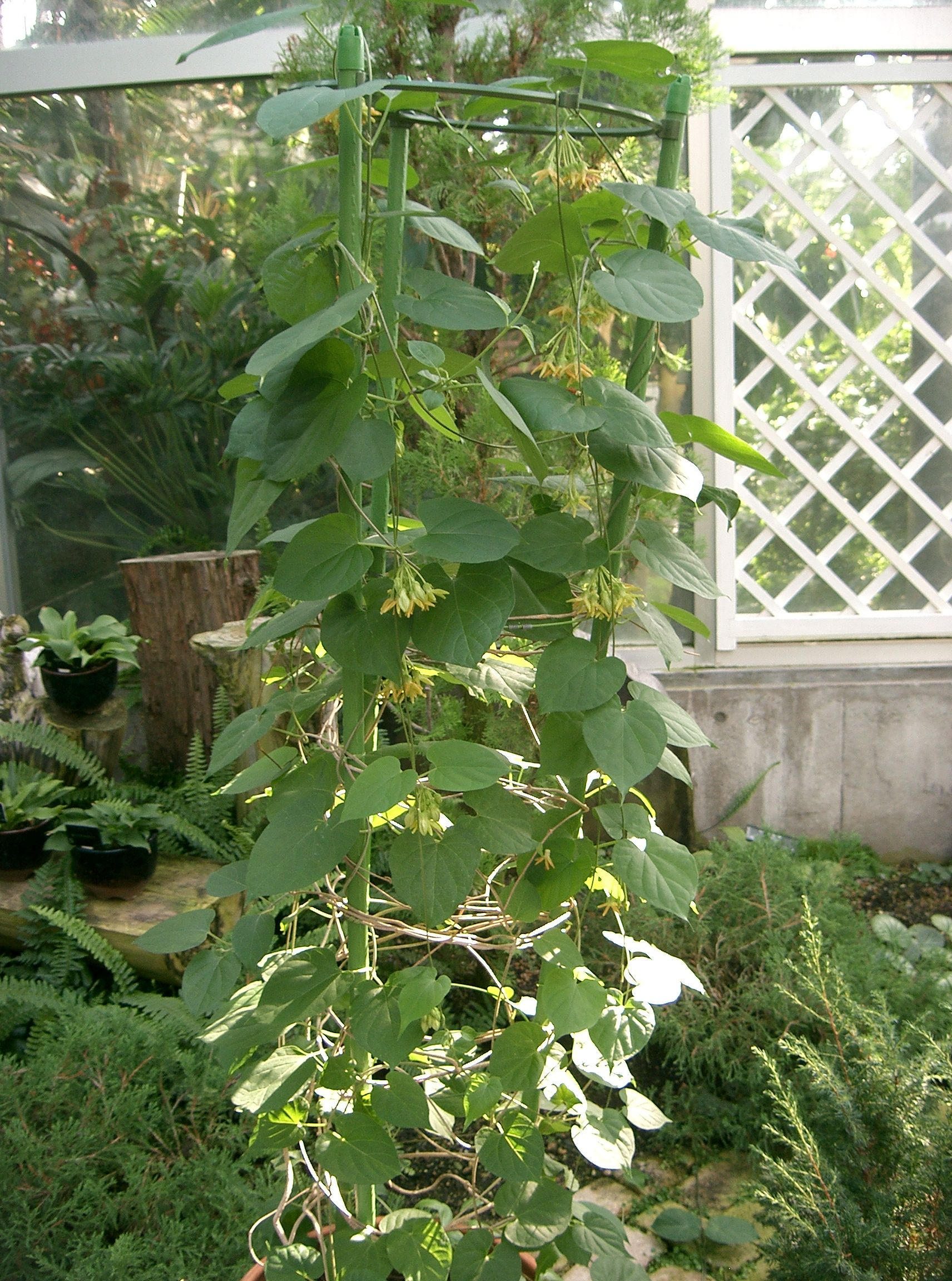
Cây thiên lý

Thân dài 1–10 m, màu lục ánh vàng, khi non có lông tơ, những đoạn thân của năm trước màu xám nhạt, không lông, thông thường có các mấu xốp nhỏ thưa thớt. Cuống lá 1,5–5 cm; phiến lá hình trứng, 4-12 × 3–10 cm, phần gốc lá hình tim với các lõm gian thùy hẹp, nhọn mũi; các gân lá chính 3, gân phụ tới 6 cặp.
Xim hoa kiểu tán (mọc thành chùm), chứa 15-30 hoa; cuống hoa 0,5-1,5 cm, có lông măng. Các lá đài hình mũi mác thuôn dài, có lông măng. Tràng hoa màu xanh lục ánh vàng; ống tràng 6-10 × 4–6 mm, có lông măng bên ngoài, nhiều lông hoặc nhẵn nhụi với phần họng nhiều lông mé trong; các thùy thuôn dài, 6-12 × 3–6 mm, có lông rung. Các thùy của tràng hoa hơi dày, phần gốc hình trứng, nhọn đỉnh, thông thường có khía hay xẻ thùy sâu. Các khối phấn thuôn dài hay dạng thận. Núm nhụy hình đầu. Các quả đại hình mũi mác, 7-13 × 2-3,5 cm, nhẵn nhụi, hơi tù 4 góc. Các hạt hình trứng rộng bản, khoảng 1 × 1 cm, phẳng, cụt đỉnh, mép có màng; mào lông 3–4 cm. Ra hoa trong khoảng từ tháng 5 tới tháng 10, kết quả trong khoảng tháng 10-12.

## Sử dụng
Hoa rất thơm, chứa tinh dầu. Chúng được sử dụng để nấu ăn và trong y học để điều trị viêm màng kết.
Tại Việt Nam cây hoa thiên lý được trồng trong vườn để leo thành giàn tạo bóng mát, hưởng hương thơm và nhất là để lấy hoa lẫn lá non nấu ăn. Phổ thông nhất là nấu canh. Vì khá phổ biến ở miền Bắc Việt Nam nên thiên lý còn có tên tiếng Anh là "Tonkin creeper".
Trên đảo Hawaii thiên lý có tên là "pakalana" được người dân chuộng vì có hương thơm kết dùng thành tràng hoa đeo cổ, thổ ngữ gọi là "lei". Tại Việt Nam nó thường được dùng trong các món lẩu như một loại rau ăn kèm.

## Hình ảnh

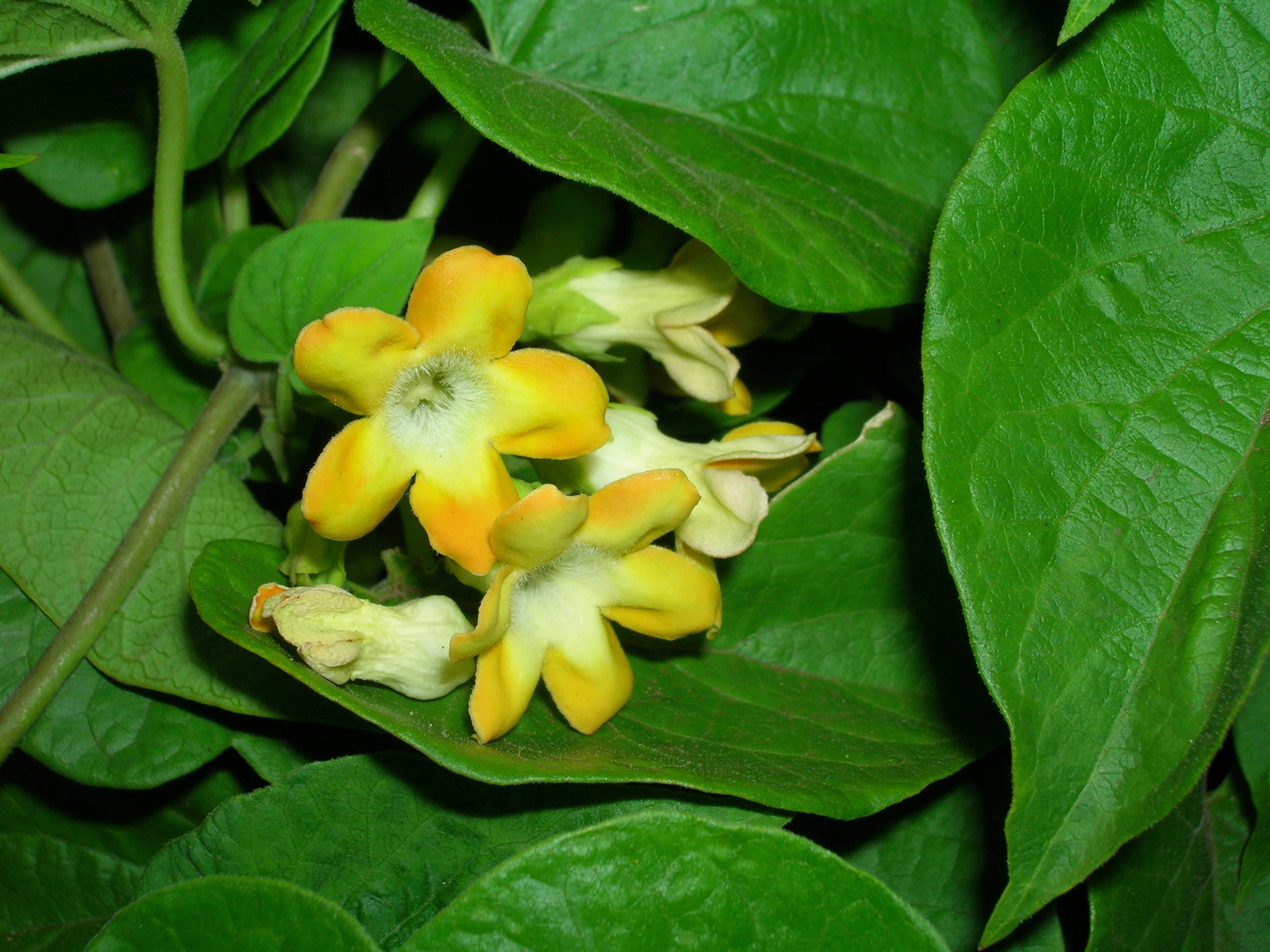
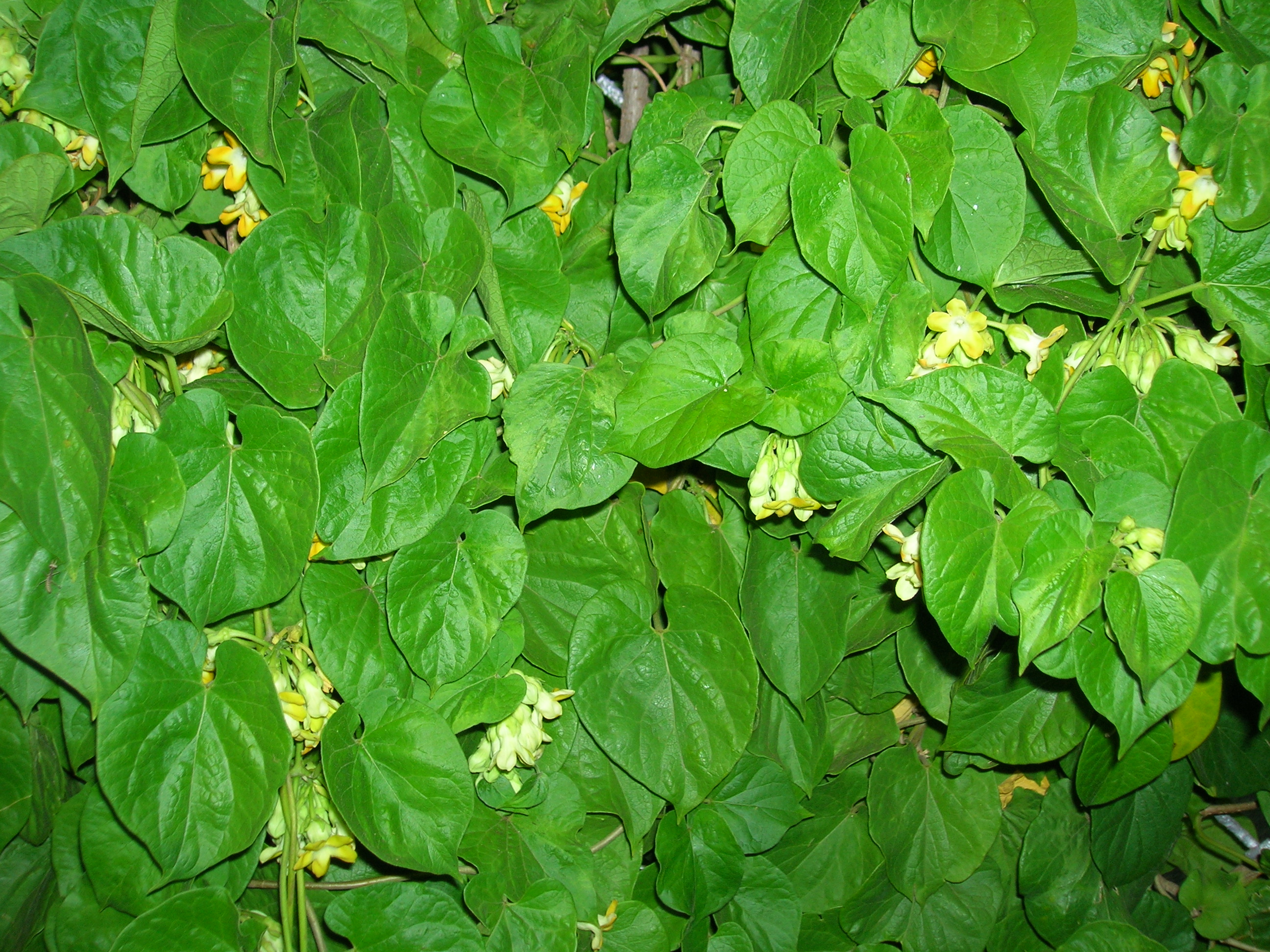
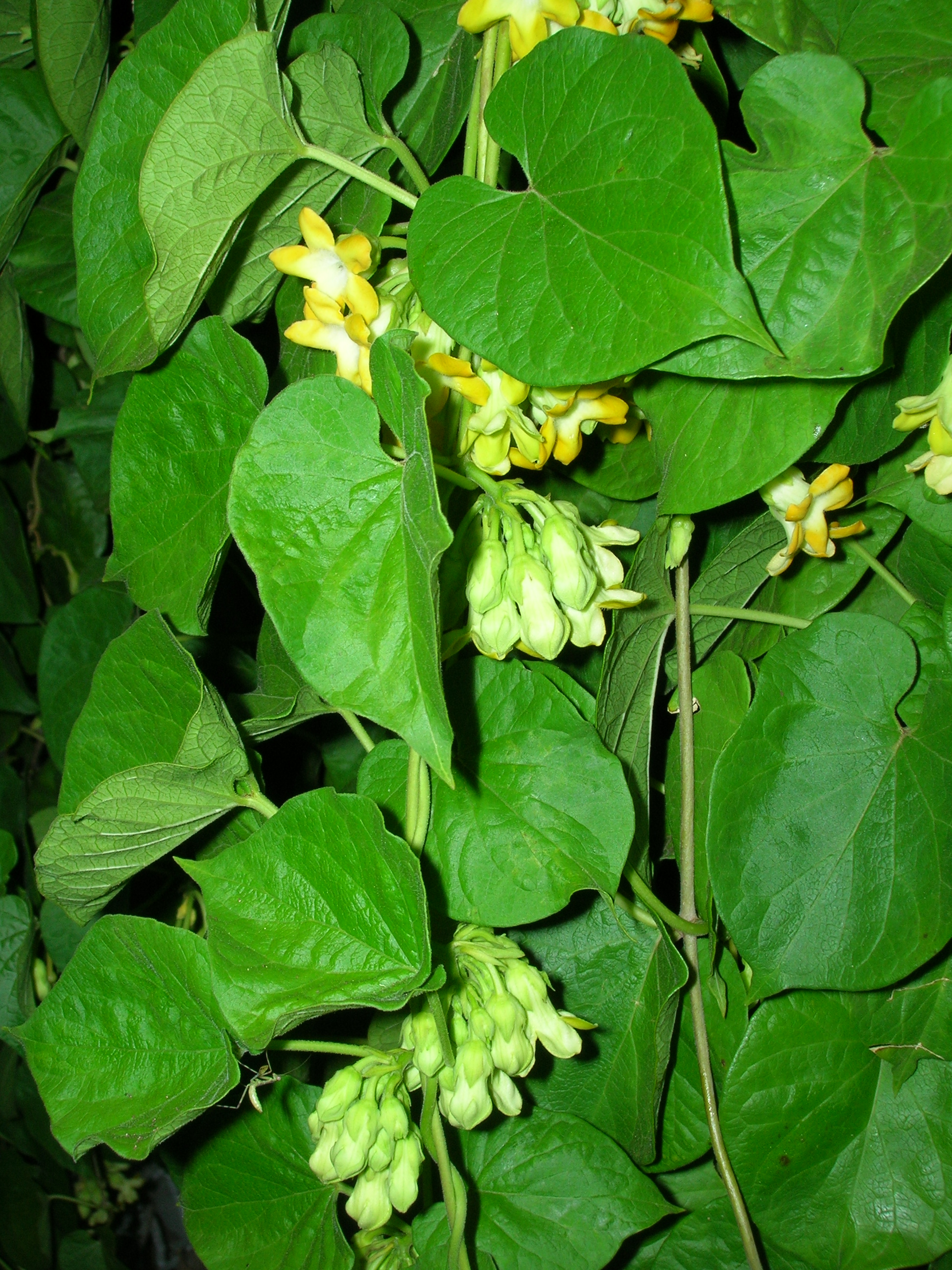
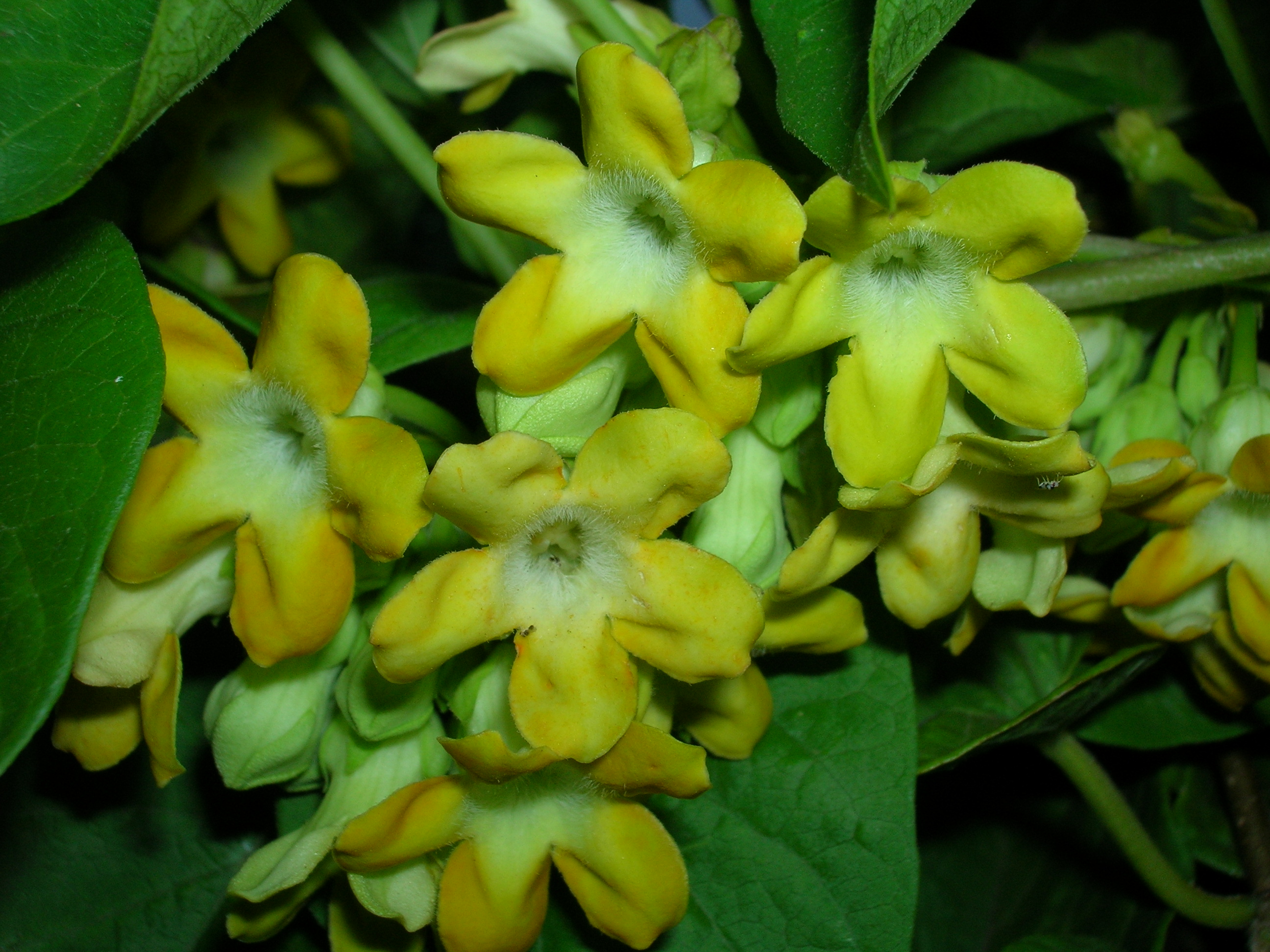